# Chlorotettix fuscifascicatus
Chlorotettix fuscifascicatus är en insektsart som beskrevs av Cheng 1980. Chlorotettix fuscifascicatus ingår i släktet Chlorotettix och familjen dvärgstritar. Inga underarter finns listade i Catalogue of Life.